# Señorío de las islas Canarias
El señorío de las islas Canarias o de las islas de Canaria fue un señorío bajomedieval de la Corona de Castilla que abarcaba originalmente a todas las islas del archipiélago atlántico de Canarias —España—. Fue creado en 1402 por el rey Enrique III de Castilla en favor del caballero francés Jean IV de Béthencourt, que había iniciado la conquista de las islas y había rendido pleito homenaje al monarca castellano.

## Historia
Una vez que la expedición conquistadora franco-normanda comandada por Jean de Béthencourt y Gadifer de La Salle lograron establecerse en la isla de Lanzarote en el verano de 1402, Béthencourt partió a Castilla a finales de ese año en busca de refrescos de gentes y víveres. Una vez en la corte, hizo pleito homenaje al rey Enrique III de Castilla y este lo aceptó como vasallo. El rey le reconoció el derecho señorial de conquista de las islas Canarias, además de concederle la exención de pagar los quintos debidos al almirante de Castilla por las mercancías enviadas desde el archipiélago. Enrique III también apoyó la empresa con una ayuda económica y material.
El feudo creado en las islas se caracterizó en estos primeros momentos por su relativa independencia de la Corona castellana, estableciéndose los usos y costumbres de Normandía y Francia. El nuevo señor, con título de rey, obtuvo autorización del monarca Juan II para la acuñación de su propia moneda y era el encargado de administrar justicia. Además, a partir de la enfeudación de las islas, los navíos que pretendieran hacer presas en Canarias debían contar con la autorización expresa del nuevo señor.
En 1414 Béthencourt abandonó las islas y regresó a Francia, dejando el gobierno y explotación del señorío en manos de sus parientes Maciot, Juanín y Enrique de Béthencourt.
En 1418 Maciot, quien había quedado como único apoderado y gobernador, vendió el señorío de las islas conquistadas con la autorización de Jean de Béthencourt a Enrique de Guzmán, II conde de Niebla. El conde dejó a Maciot como gobernador en su nombre.
Por otra parte, en 1420 el rey Juan II otorgó el derecho de conquista sobre el resto de islas a Alfonso de las Casas. Este repartió las islas entre sus hijos al morir en 1421, dejando a Guillén de las Casas Gran Canaria y La Gomera, a Francisco la isla de Tenerife y a Pedro la de La Palma.
En 1430, Guillén y su pariente Juan de las Casas compraron al conde de Niebla sus derechos sobre las islas de Lanzarote, Fuerteventura y El Hierro, dejando a Maciot como señor de Lanzarote.
En 1477 los señores de Canarias se ven forzados a ceder a los Reyes Católicos sus derechos sobre las islas aún sin conquistar de Gran Canaria, Tenerife y La Palma. Los señores fueron indemnizados con cinco millones de maravedíes, y con la promesa del título de conde para La Gomera, según Francisco López de Gómara.
No obstante, la fragmentación del señorío había comenzado en 1474 cuando Inés Peraza cedió la isla de El Hierro a su hijo primogénito Pedro García de Herrera. Posteriormente, haría lo mismo en 1478 con La Gomera en favor de su segundo hijo Hernán Peraza el Joven. Este último se haría también con el señorío sobre El Hierro al donárselo su madre en 1486, al haber sido Pedro desheredado. Por último, en 1502 Inés Peraza hizo donación inter vivos de Fuerteventura, Lanzarote y los islotes mancomunadamente a sus otros hijos Sancho de Herrera, María de Ayala y Constanza Sarmiento.

## Señores de las islas Canarias
|                               | Titula                        | Periodo                       |
| Señores de las islas Canarias | Señores de las islas Canarias | Señores de las islas Canarias |
| ----------------------------- | ----------------------------- | ----------------------------- |
| I                             | Jean IV de Béthencourt        | 1402-1418                     |
| II                            | Enrique de Guzmán             | 1418-1430                     |
| III                           | Guillén de las Casas          | 1430-1445                     |
| IV                            | Hernán Peraza el Viejo        | 1445-1452                     |
| V                             | Inés Peraza                   | 1452-1502                     |